# Aleš Biber
Aleš Biber, pravnik in diplomat, 3.februar 1955 Ljubljana.
V diplomatsko službo stopil leta 1980 v Zveznem sekretariatu za zunanje zadeve v Beogradu.
Med leti 1984 in 1988 služboval v Jugoslovanskem kulturno informativnem centru v Parizu, decembra 1993 kot odpravnik poslov odprl Veleposlaništvo RS v Atenah,  leta 1995 premeščen za svetovalca v veleposlaništvu RS v Parizu. 
Od januarja do julija 1999 deloval kot vodja misije OVK v Albaniji, od sredine avgusta 1999 do maja 2000 v rangu P-5 deloval kot pravni svetovalec misije UNMIK v Prištini.
V okviru OVSE in EU se je udeleževal opazovanja volitev v Evropski parlament v državah članicah in kot dolgoročni opazovalec predsedniških volitev 2010 v Ukrajini.
Od leta 2002 do 2004 je vodil Konzulat RS v Strasbourgu, nato je bil do 2006 namestnik stalnega predstavnika RS pri Svetu Evrope.